# 日本シネマ
日本シネマ株式会社（にほんシネマ）は、かつて存在した日本の映画会社である。旧社名日本シネマフィルム株式会社（にほんシネマフィルム）。

## 沿革
- 1963年（昭和38年） 鷲尾飛天丸が日本シネマフィルム株式会社として活動開始[2][3]
- 1966年（昭和41年）7月 日本シネマ株式会社の設立[1]
- 1975年までに日本シネマ、葵映画、国映、東京興映、新東宝の各社の作品が「新東宝配給」として統一

。
- 1987年（昭和62年）12月 活動停止

## 略歴・概要
記録の上で最初にみられる作品は、1963年（昭和38年）6月18日に「日本シネマフィルム」が配給して公開した本木荘二郎監督の『女のはらわた』（製作巾プロダクション）である。同作の「企画」として鷲尾飛天丸がクレジットされている。本木は前年1962年（昭和37年）11月に公開された初監督作『肉体自由貿易』（製作国新映画）をヒットさせており、同作は4作目にあたるが、邦画五社の1/10の予算で製作した『肉体自由貿易』を配給してヒットさせたのが、「日本シネマ」であるとする資料もある。
初年度においては、富士映画出身の小林悟、同年に監督デビューしたばかりの若松孝二を監督に起用している。1965年（昭和40年）には、同年に監督デビューしたばかりの山本晋也、翌年には前年に監督デビューしたばかりの向井寛をそれぞれ監督に起用している。『映画年鑑 1978』によれば、1966年（昭和41年）7月に「日本シネマ株式会社」が設立されている。同年には、松竹京都撮影所で40作を監督した福田晴一、同じく18作を監督した倉橋良介、1968年（昭和43年）には、ワールド映画出身の奥脇敏夫を監督に起用している。
1975年（昭和50年）から1979年（昭和54年）にかけては、製作本数が激減している。初期に「製作」の鷲尾とならんで「企画」にクレジットされていた千葉実は、1978年（昭和53年）の時点では、ニューセレクトの常務取締役になっていた。
1980年（昭和55年）以降は、稲尾実、梅沢薫らの監督作を多く製作し、1982年（昭和57年）には、向井寛や山本晋也の助監督を務めていた獅子プロダクション出身の新人滝田洋二郎を監督に起用している。
1985年（昭和60年）以降は、渡辺元嗣、深町章らの新人を起用、1960年代から俳優として活動し東活で監督デビューした新田栄の監督作を多く製作し、1987年（昭和62年）12月に新東宝映画が配給して公開された、新田栄監督の『ザ・ペッティング4 舌戯』以降、映画作品は発表されておらず、活動は停止したものとされる。
東京国立近代美術館フィルムセンターは、2012年（平成24年）6月現在、同社の製作・配給された200本近くの作品のうち、若松孝二監督の『逆情』（1964年）をはじめ、約60作の上映用プリントを所蔵している。

## フィルモグラフィ
文化庁「日本映画情報システム」、および日本映画データベースに掲載されている同社製作・配給作品の一覧である。
1963年
- 『女のはらわた』 : 監督本木荘二郎、製作巾プロダクション、配給日本シネマ、1963年6月18日公開
- 『女犯の掟』 : 監督小林悟、1963年6月25日公開
- 『5$の情欲』 : 監督小林悟、1963年10月公開
- 『悪のもだえ』 : 監督若松孝二、1963年12月31日公開
- 『不倫のつぐない』 : 監督若松孝二、製作新映フィルム、配給日本シネマ、1963年12月31日公開

1964年
- 『めす犬の賭け』 : 監督若松孝二、1964年3月17日公開
- 『赤い犯行』 : 監督若松孝二、製作東京シネマ/日本シネマ、1964年5月17日公開
- 『女体難破船』 : 監督南部泰三、製作第八芸術映画プロダクション/日本シネマ、1964年6月26日公開
- 『恐るべき女子学生 思春期前期』 : 監督新藤孝衛、1964年6月30日公開
- 『挑まれた女』 : 監督宮口圭、1964年8月11日公開
- 『乾いた肌』 : 監督若松孝二、1964年9月公開
- 『逆情』 : 監督若松孝二、1964年9月公開
- 『網の中の女』 : 監督若松孝二、1964年9月公開
- 『制服の女豹』 : 監督松浦潤、製作日本シネマ/ヒロキプロダクション、1964年12月1日公開
- 『白い肌の脱出』 : 監督若松孝二、1964年12月公開

1965年
- 『離婚屋開業中』 : 監督若松孝二、1965年1月公開
- 『変態』 : 監督志賀隆、1965年3月公開
- 『くされ縁』 : 監督志賀隆、1965年4月公開
- 『妾ごろし』 : 監督鶴巻次郎、1965年5月公開
- 『処女流転』 : 監督甲斐清二、1965年6月公開
- 『つまみ喰い』 : 監督山本晋也、1965年6月公開
- 『未公開の情事』 : 監督山本晋也、1965年7月公開
- 『赤いしごき 日本毒婦伝』 : 監督風魔三郎、製作プロダクション鷹、配給日本シネマ、1965年8月公開
- 『四つの乳房』 : 監督三樹英樹、製作北星映画社、配給日本シネマ、1965年9月公開
- 『野郎と牝犬』 : 監督山本晋也、1965年9月公開
- 『蜜のおとし穴』 : 監督山本晋也、1965年10月公開
- 『肉体女優日記』 : 監督山本晋也、1965年11月公開

1966年
- 『人妻の予定日』 : 監督向井寛、1966年1月公開
- 『真夜中のあがき』 : 監督山本晋也、1966年1月公開
- 『もだえの夜』 : 監督山口哲郎、1966年2月公開
- 『獣の欲望』 : 監督南部泰三、1966年2月公開
- 『一夜妻』 : 監督山本晋也、1966年3月公開
- 『婚前交渉』 : 監督山本晋也、1966年4月公開
- 『寝がえり』 : 監督福田晴一、1966年5月公開
- 『悪徳医 産婦人科日記』 : 監督福田晴一、製作協立映画、配給日本シネマ、1966年6月公開
- 『肉体の会話』 : 監督久我光、製作シネアトリエ、配給日本シネマ、1966年6月公開
- 『女学生のあやまち』 : 監督山本晋也、1966年7月公開
- 『情婦』 : 監督木俣堯喬、1966年7月公開
- 『生娘』 : 監督山本晋也、製作山本プロダクション、配給日本シネマ、1966年8月公開
- 『ぬすまれた官能』 : 監督五十嵐明、1966年9月公開
- 『情炎』 : 監督向井寛、1966年9月公開
- 『赤い情事』 : 監督福田晴一、1966年10月公開
- 『禁じられたテクニック』 : 監督向井寛、1966年11月公開
- 『悪の愉しみ』 : 監督倉橋良介、1966年11月公開
- 『裏切の季節』 : 監督若松孝二、1966年12月公開
- 『かよい妻』 : 監督向井寛、1966年12月公開

1967年
- 『いたづら』 : 監督山本晋也、1967年1月13日公開
- 『避妊革命』 : 監督足立正生、製作若松プロダクション、配給日本シネマ、1967年2月21日公開
- 『女の責め』 : 監督山本晋也、1967年3月14日公開
- 『昼下りの逢びき』 : 監督向井寛、製作日本芸術協会、配給日本シネマ、1967年3月28日公開
- 『或る密通』 : 監督向井寛・山本晋也・若松孝二、1967年4月15日公開
- 『処女未練』 : 監督向井寛、製作日本芸術協会、配給日本シネマ、1967年5月公開
- 『続悪徳医 女医篇』 : 監督福田晴一、1967年5月23日公開
- 『女体蒸発』 : 監督福田晴一、1967年7月18日公開
- 『夜のただれ』 : 監督山本晋也、1967年9月2日公開
- 『性の放浪』 : 監督若松孝二、製作若松プロダクション、配給日本シネマ、1967年9月12日公開
- 『汚れ』 : 監督山本晋也、1967年9月19日公開
- 『売女(ばいた)』 : 監督関孝二、1967年10月17日公開
- 『リンチと縛り』 : 監督岸信太郎、製作ヤマベプロダクション、配給日本シネマ、1967年11月7日公開
- 『変態魔』 : 監督関孝二、1967年12月26日公開
- 『好色番外地』 : 監督関孝司（関孝二）、1967年公開（公開日不明）

1968年
- 『性の配当』 : 監督梅沢薫、1968年2月公開
- 『色道仁義』 : 監督三樹英樹、製作ヤマベプロダクション、配給日本シネマ、1968年3月公開
- 『夫婦交換』 : 監督梅沢薫、1968年4月公開
- 『猟奇 色情夜話』 : 監督梅沢薫、1968年5月公開
- 『熱い犯行』 : 監督佐々木元、1968年6月公開
- 『色道一代日 女の壺ぶり』 : 監督梅沢薫、1968年8月公開
- 『赤い快楽』 : 監督佐々木元、製作前衛企画、配給日本シネマ、1968年9月公開
- 『続・肉体女優日記』 : 監督佐々木元、製作前衛企画、配給日本シネマ、1968年10月公開
- 『異常暴行魔』 : 監督奥脇敏夫、1968年11月公開
- 『失神のテクニック ハレンチレポート』 : 監督三魔瑛介、1968年11月公開
- 『残忍(秘)女責め』 : 監督梅沢薫、1968年12月公開
- 『悪徳女高医』 : 監督佐々木元、1968年公開（公開日不明）
- 『刑法208条 異常暴行罪』 : 監督奥脇敏夫、1968年公開（公開日不明）
- 『お妾女高生』 : 監督佐々木元、1968年公開（公開日不明）
- 『好色ガードマン』 : 監督佐々木元、1968年公開（公開日不明）
- 『肉体の餌』 : 監督梅沢薫、1968年公開（公開日不明）

1969年
- 『色道無宿』 : 監督結城康生、1969年3月公開
- 『破れた肉体』 : 監督結城康生、1969年4月公開
- 『情事の窓より 秘密ショウ』 : 監督嵯峨泰彦、1969年5月公開
- 『男を喰う乳房』 : 監督嵯峨泰彦、製作日本シネマ、配給前衛企画、1969年6月公開
- 『寝とられた女』 : 監督結城康生、1969年6月公開
- 『禁じられた濡れごと師』 : 監督葉山隣、1969年7月公開
- 『濡れた悪女』 : 監督宮口圭、1969年7月公開
- 『ナオミ』 : 監督向井寛、1969年7月公開
- 『痴女の戯れ』 : 監督奥脇敏夫、1969年8月公開
- 『おんな情欲絵巻 必殺女斬り』 : 監督福田晴一、1969年9月公開
- 『処女誘惑魔』 : 監督宮口圭、製作葵映画、配給日本シネマ、1969年11月公開
- 『猫なめずり』 : 監督佐々木元、1969年12月公開
- 『秘密クラブの女』 : 監督関孝二、1969年12月公開
- 『性(セックス)ハンター 好色魔の記録』 : 監督嵯峨康彦、1969年公開（公開日不明）
- 『密室の裸女拷問』 : 監督奥脇敏夫、1969年公開（公開日不明）
- 『夜になったら殺して』 : 監督宮口圭、1969年公開（公開日不明）

1970年
- 『セックスパトロン』 : 監督関孝二、1970年1月公開
- 『夜の穴場』 : 監督佐々木元、1970年2月公開
- 『真昼の暴行劇』 : 監督若松孝二、1970年3月公開
- 『女の火遊び』 : 監督梅沢薫、1970年4月公開
- 『肉体ハイジャック 殺しの前の快楽』 : 監督梅沢薫、1970年5月公開
- 『昭和色豪伝 浮気のテクニック』 : 監督佐々木元、1970年5月公開
- 『ベッドであなたと』 : 監督梅沢薫、1970年11月公開
- 『暴行地帯』 : 監督梅沢薫、1970年11月公開
- 『赤線団地夫人』 : 監督佐々木元、1970年12月公開

1971年
- 『ああ、しびれる』 : 監督梅沢薫、1971年1月公開
- 『脱ぐまで待って』 : 監督佐々木元、1971年2月公開
- 『婚前セックス』 : 監督梅沢薫、1971年3月公開
- 『交換の罠』 : 監督船橋一、1971年5月公開
- 『覗きのテクニック』 : 監督梅沢薫、1971年6月公開
- 『未公開セックスの穴場』 : 監督梅沢薫、1971年6月公開
- 『変態魔の行状』 : 監督梅沢薫、1971年8月公開
- 『つぼさがし三番勝負』 : 監督佐々木元、1971年9月公開
- 『試し寝』 : 監督梅沢薫、1971年10月公開
- 『ボディ洗い』 : 監督佐々木元、1971年11月公開
- 『エロテスト』 : 監督佐々木元、1971年12月公開

1972年
- 『ワイセツ?』 : 監督梅沢薫、1972年1月公開
- 『処女狩り』 : 監督佐々木元、1972年1月公開
- 『現代ポルノ遊び1=3』 : 監督梅沢薫、1972年2月公開
- 『レズ&SM大百科』 : 監督嵯峨泰彦、1972年3月公開
- 『肉風呂温泉旅館』 : 監督佐々木元、1972年3月公開
- 『貞操泥棒』 : 監督佐々木元、1972年4月公開
- 『続ワイセツ?』 : 監督佐々木元、1972Bengali

年5月公開
- 『痴嘆の穴場』 : 監督嵯峨泰彦、1972年6月公開
- 『露出狂』 : 監督中村幻児、1972年7月公開
- 『痴情の女』 : 監督中村幻児、1972年8月公開
- 『ヤミドキュメント 夜の態位 歓喜』 : 監督佐々木元、1972年9月公開
- 『色情狂』 : 監督嵯峨泰彦、1972年10月公開
- 『恍惚の遊び』 : 監督中村幻児、1972年11月公開
- 『男と女の快楽』 : 監督星雅二、1972年12月公開

1973年
- 『変態系図』 : 監督佐々木元、1973年1月公開
- 『夜まで待てない女』 : 監督中村幻児、1973年2月公開
- 『結婚予備SEX 同棲時代』 : 監督佐々木元、1973年3月公開

1974年
- 『女の攻め所』 : 監督佐々木元、1974年1月公開
- 『エロスのためいき』 : 監督稲尾実、1974年2月公開
- 『狂い咲き』 : 監督林静一、1974年3月公開
- 『悪女のいたづら』 : 監督佐々木元、1974年4月公開
- 『性宴日誌』 : 監督稲尾実、1974年5月公開
- 『名器』 : 監督佐々木元、1974年6月公開
- 『ブロンドセックス』 : 監督佐々木元、1974年7月公開
- 『未亡人クラブの秘めごと』 : 監督稲尾実、1974年8月公開
- 『舐める』 : 監督東元薫（梅沢薫）、1974年9月公開
- 『混棲狂乱時代』 : 監督稲尾実、1974年10月公開
- 『(秘)男狩り』 : 監督吉田実、1974年11月公開
- 『女刺青拷問』 : 監督向井寛、1974年12月公開

1975年 - 1977年
- 『鬼神のお松色狂い 実録性絵巻』 : 監督佐々木元、製作大蔵映画、配給日本シネマ 1975年3月21日公開
- 『好奇心夫人』 : 監督東元薫、1975年7月公開
- 『情欲責め』 : 監督荻碧、製作日本シネマ、配給ミリオンフィルム、1977年8月公開

1979年
以降、すべて製作のみ、配給はすべて新東宝映画である。
- 『女教師(秘)教えてあげる』 : 監督梅沢薫、製作日本シネマ、配給新東宝映画、1979年12月公開 - 改題『課外教室 教えてあげる』

1980年
- 『ある女教師 鎖と柔肌』 : 監督梅沢薫、製作日本シネマ、配給新東宝映画、1980年11月公開
- 『痴漢通学電車』 : 監督稲尾実、製作日本シネマ、配給新東宝映画、1980年1月公開 - 改題『痴漢電車満員通学』
- 『痴漢おさわり電車』 : 監督稲尾実、製作日本シネマ、配給新東宝映画、1980年8月公開 - 改題『痴漢電車 おさわり集団』
- 『痴漢集団検診』 : 監督稲尾実、製作日本シネマ、配給新東宝映画、1980年7月公開
- 『女子学生(秘)床運動』 : 監督浜恵子、製作日本シネマ、配給新東宝映画、1980年10月公開
- 『痴漢電車 相互乗り入れ』 : 監督稲尾実、製作日本シネマ、配給新東宝映画、1980年12月公開
- 『指と舌ぜめ』 : 監督中山潔、製作日本シネマ、配給新東宝映画、1980年4月公開
- 『痴漢豆さがし』 : 監督稲尾実、製作日本シネマ、配給新東宝映画、1980年3月公開
- 『痴漢民宿ざこ寝』 : 監督浜恵子、製作日本シネマ、配給新東宝映画、1980年5月公開
- 『鞭で泣かす』 : 監督梅沢薫、製作日本シネマ、配給新東宝映画、1980年9月公開

1981年
- 『痴漢電車 よい子悪い子普通の子』 : 監督稲尾実、製作日本シネマ、配給新東宝映画、1981年12月公開 - 改題『痴漢電車 そっとさわって』
- 『痴漢地下鉄 変態乗客』 : 監督稲尾実、製作日本シネマ、配給新東宝映画、1981年8月公開 - 改題『痴漢電車 ぐっと握って』

1982年
- 『痴漢電車 もっと続けて』 : 監督滝田洋二郎、製作日本シネマ、配給新東宝映画、1982年4月公開 - 改題『痴漢電車いい気持ち』
- 『痴漢電車 もみもみ出勤』 : 監督稲尾実、製作日本シネマ、配給新東宝映画、1982年8月公開 - 改題『痴漢電車 指で快感』
- 『痴漢電車 満員豆さがし』 : 監督滝田洋二郎、製作日本シネマ、配給新東宝映画、1982年7月公開 - 改題『痴漢電車 下から覗いて』
- 『若妻暴行変質魔』 : 監督梅沢薫、製作日本シネマ、配給新東宝映画、1982年11月公開
- 『痴漢美容師 下もかけます』 : 監督稲尾実、製作日本シネマ、配給新東宝映画、1982年3月公開 - 改題『人妻濡れた下着』

1983年
- 『痴漢電車 良いOL・悪いOL・普通のOL』 : 監督稲尾実、製作日本シネマ、配給新東宝映画、1983年1月公開 - 改題『痴漢電車 途中でやめないで』
- 『金髪本番 興奮』 : 監督新田栄、製作日本シネマ、配給新東宝映画、1983年5月公開
- 『痴漢電車 ルミ子のお尻』 : 監督滝田洋二郎、製作日本シネマ、配給新東宝映画、1983年1月公開 - 改題『痴漢電車 もっと内まで』

1984年
- 『痴漢電車 あの手この手』 : 監督稲尾実、製作日本シネマ、配給新東宝映画、1984年5月公開 - 改題『痴漢電車 内までびっしょり』

1985年
- 『痴漢電車 いくまで待って』 : 監督稲尾実、製作日本シネマ、配給新東宝映画、1985年1月公開
- 『BLONDEバイブ ONANIE』 : 監督新田栄、製作日本シネマ、配給新東宝映画、1985年2月公開
- 『ロリータ喪失』 : 監督渡辺元嗣、製作日本シネマ、配給新東宝映画、1985年3月公開
- 『白い制服 今日子のONANIE』 : 監督新田栄、製作日本シネマ、配給新東宝映画、1985年3月公開
- 『痴漢電車 発車一分前』 : 監督渡辺元嗣、製作日本シネマ、配給新東宝映画、1985年5月公開
- 『下半身快感マッサージ』 : 監督稲尾実、製作日本シネマ、配給新東宝映画、1985年6月公開
- 『緊縛 縄の陶酔』 : 監督新田栄、製作日本シネマ、配給新東宝映画、1985年7月公開
- 『痴漢の手口 覗きのテクニック』 : 監督渡辺元嗣、製作日本シネマ、配給新東宝映画、1985年11月公開
- 『縄!吊し責め』 : 監督新田栄、製作日本シネマ、配給新東宝映画、1985年12月公開

1986年
- 『ロリータ本番ONANIE』 : 監督渡辺元嗣、製作日本シネマ、配給新東宝映画、1986年2月公開
- 『実写!裏撮りONANIE』 : 監督新田栄、製作日本シネマ、配給新東宝映画、1986年4月公開
- 『若妻変態ONANIE』 : 監督深町章、製作日本シネマ、配給新東宝映画、1986年4月公開
- 『狙われた学園 制服を襲う』 : 監督渡辺元嗣、製作日本シネマ、配給新東宝映画、1986年6月公開
- 『ザ・ペッティング』 : 監督新田栄、製作日本シネマ、配給新東宝映画、1986年8月公開
- 『痴漢電車 いたずら』 : 監督新田栄、製作日本シネマ、配給新東宝映画、1986年9月公開
- 『極限本番スペシャル』 : 監督深町章、製作日本シネマ、配給新東宝映画、1986年10月公開

1987年
- 『人妻究極セックス』 : 監督新田栄、製作日本シネマ、配給新東宝映画、1987年3月公開
- 『ダブルONANIE 感じるままに』 : 監督深町章、製作日本シネマ、配給新東宝映画、1987年8月公開
- 『新・未亡人下宿 三食そい寝つき』 : 監督深町章、製作日本シネマ、配給新東宝映画、1987年11月公開
- 『ザ・ペッティング4 舌戯』 : 監督新田栄、製作日本シネマ、配給新東宝映画、1987年12月公開